# Ndotorong
Ndotorong est un village du département du Nkam au Cameroun. Situé dans la commune rurale de Ndobian, il est localisé à 30 km de Nkondjock, sur la piste piétonne qui lie Nkondjock à Ndobian et à Bandoumkassa.

## Population et environnement
En 1967, le village de Ndotorong  avait 206 habitants. La population est essentiellement composée des Biboum. La population de Ndotorong était de 87 habitants dont 47 hommes et 40 femmes, lors du recensement de 2005. 